# Kulhar
 (février 2022).
Si vous disposez d'ouvrages ou d'articles de référence ou si vous connaissez des sites web de qualité traitant du thème abordé ici, merci de compléter l'article en donnant les références utiles à sa vérifiabilité et en les liant à la section « Notes et références ».

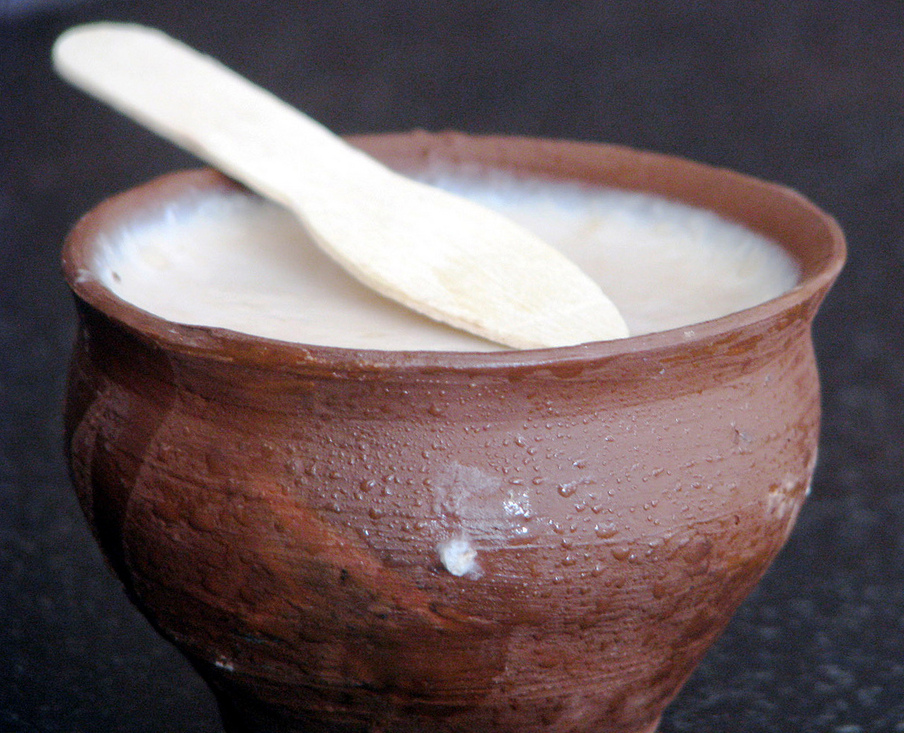
Du mishti doi dans un kulhar

Un kulhar (hindi : कुल्हड़ et ourdou : کلہڑ) ou kulhad, parfois appelé shikora, est une tasse en argile traditionnelle sans anse d'Asie du Sud, généralement non peinte et non émaillée, et destinée à être jetée. La caractéristique la plus intéressante du kulhar est de ne pas être peint, ce qui le différencie d'une tasse en terre cuite. Les kulhars étant fabriqués par cuisson dans un four et n'étant presque jamais réutilisés, ils sont par nature stériles et hygiéniques. Les bazars et les stands de nourriture du sous-continent indien servaient traditionnellement des boissons chaudes, comme le thé, dans des kuhlars, ce qui conférait à la boisson un "arôme terreux" souvent considéré comme attrayant. Le yaourt, le lait chaud avec du sucre ainsi que certains desserts régionaux, comme le kulfi (glace traditionnelle), sont également servis dans des kulhars. Les kulhars ont progressivement cédé la place aux gobelets en polystyrène et en papier couché, car ces derniers sont plus légers à transporter en vrac et moins chers.

## Galerie

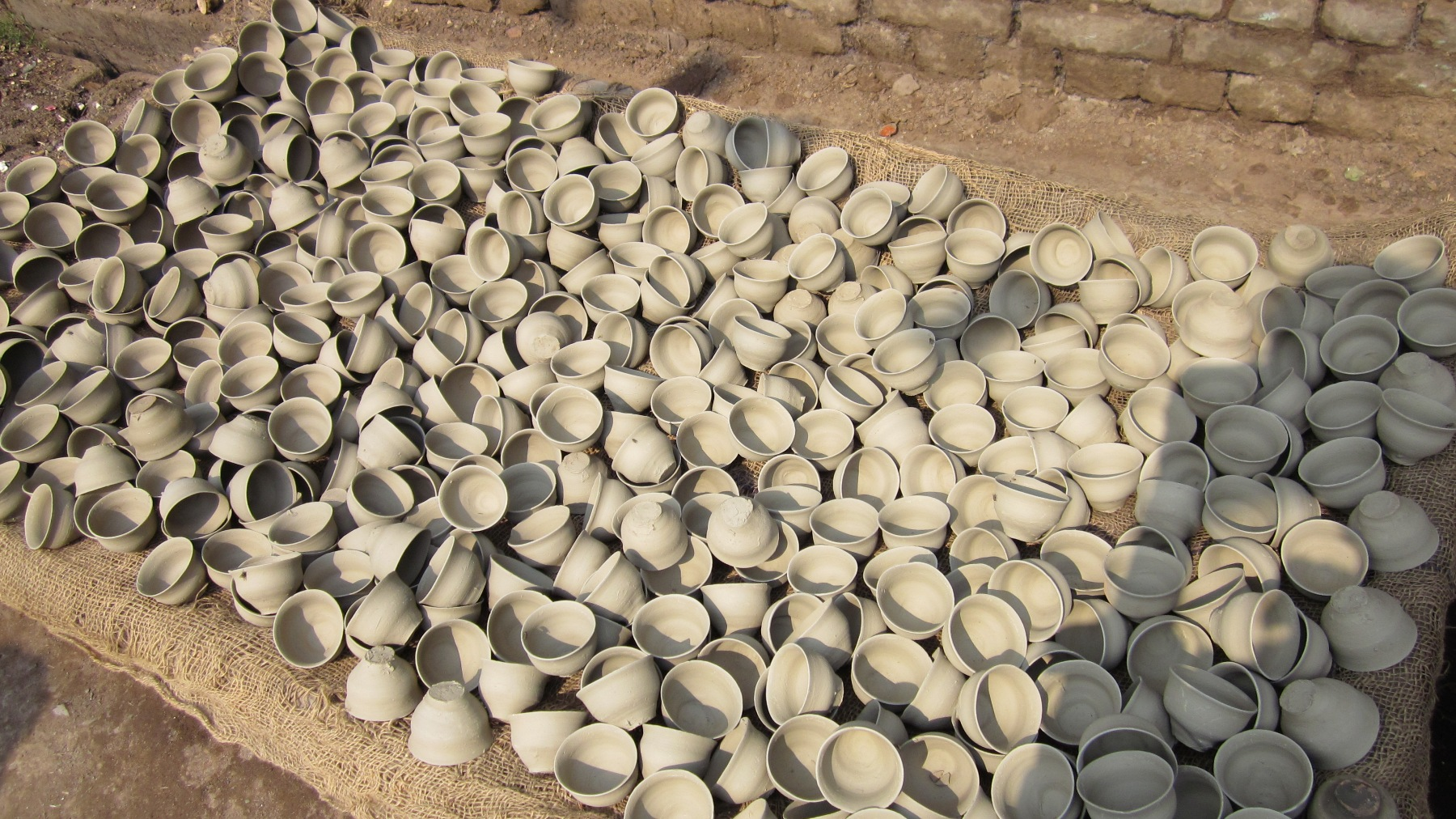
Fabrication de kulhars
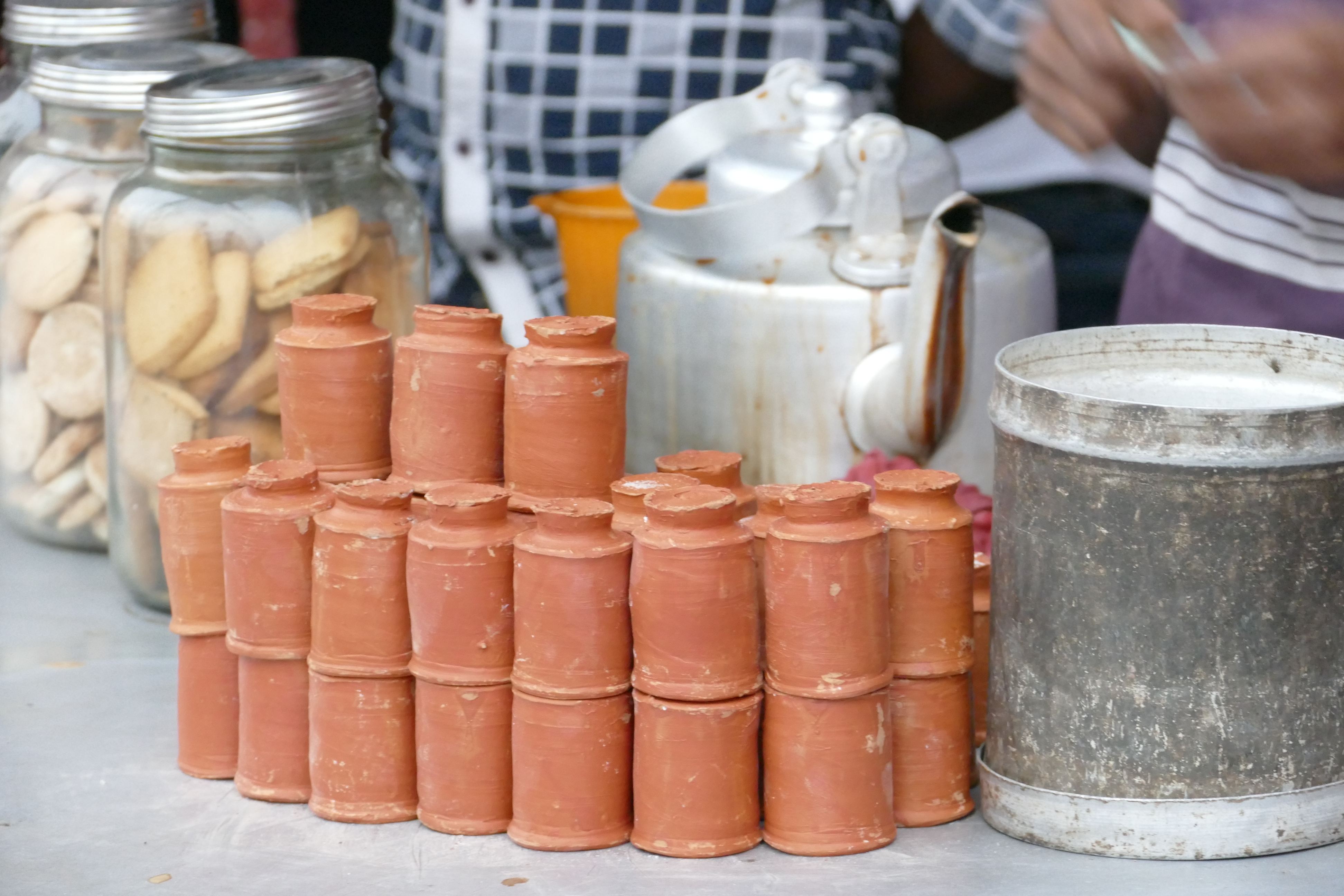
Vente de thé à la gare d'Howrah
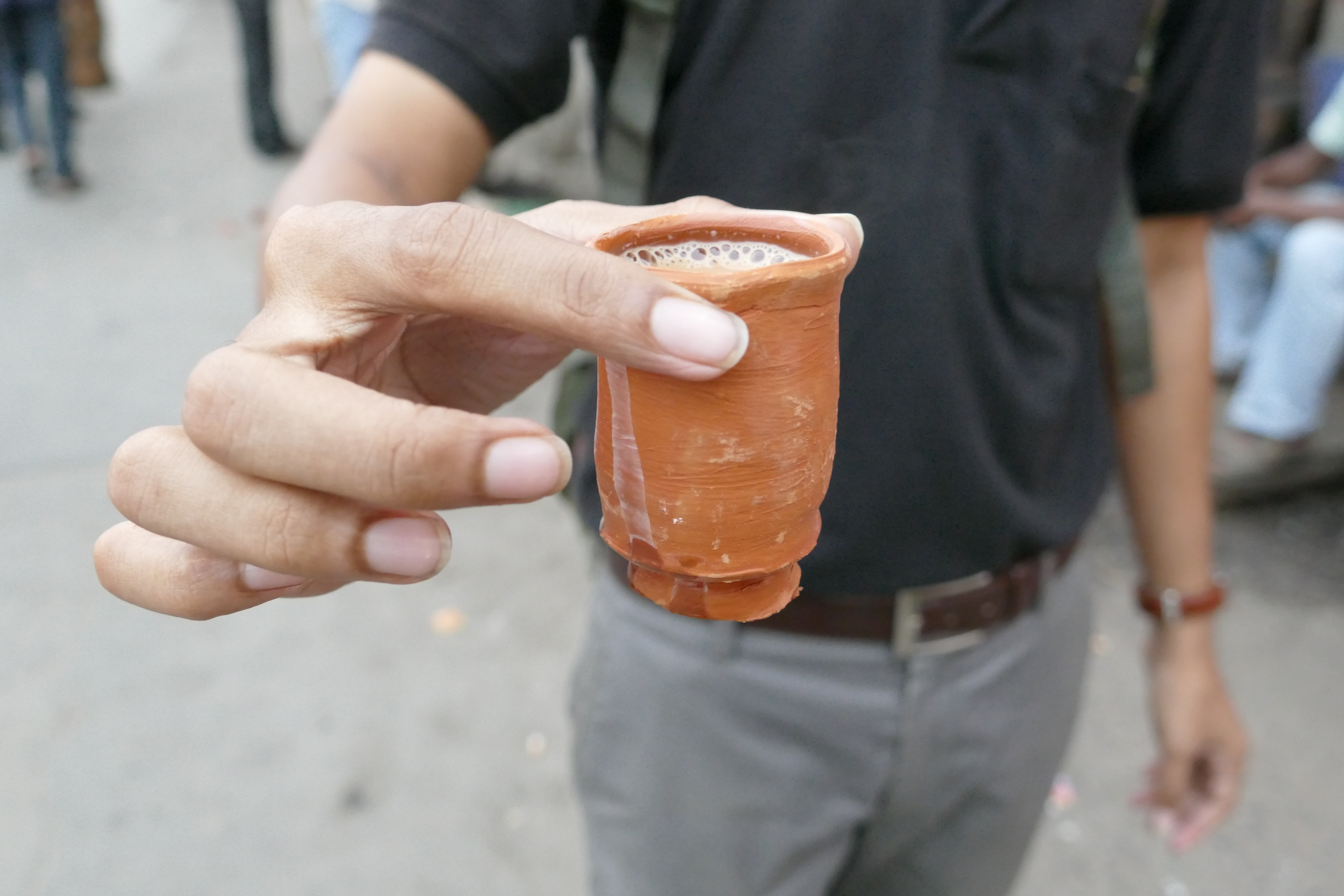
Vente de thé à la gare d'Howrah
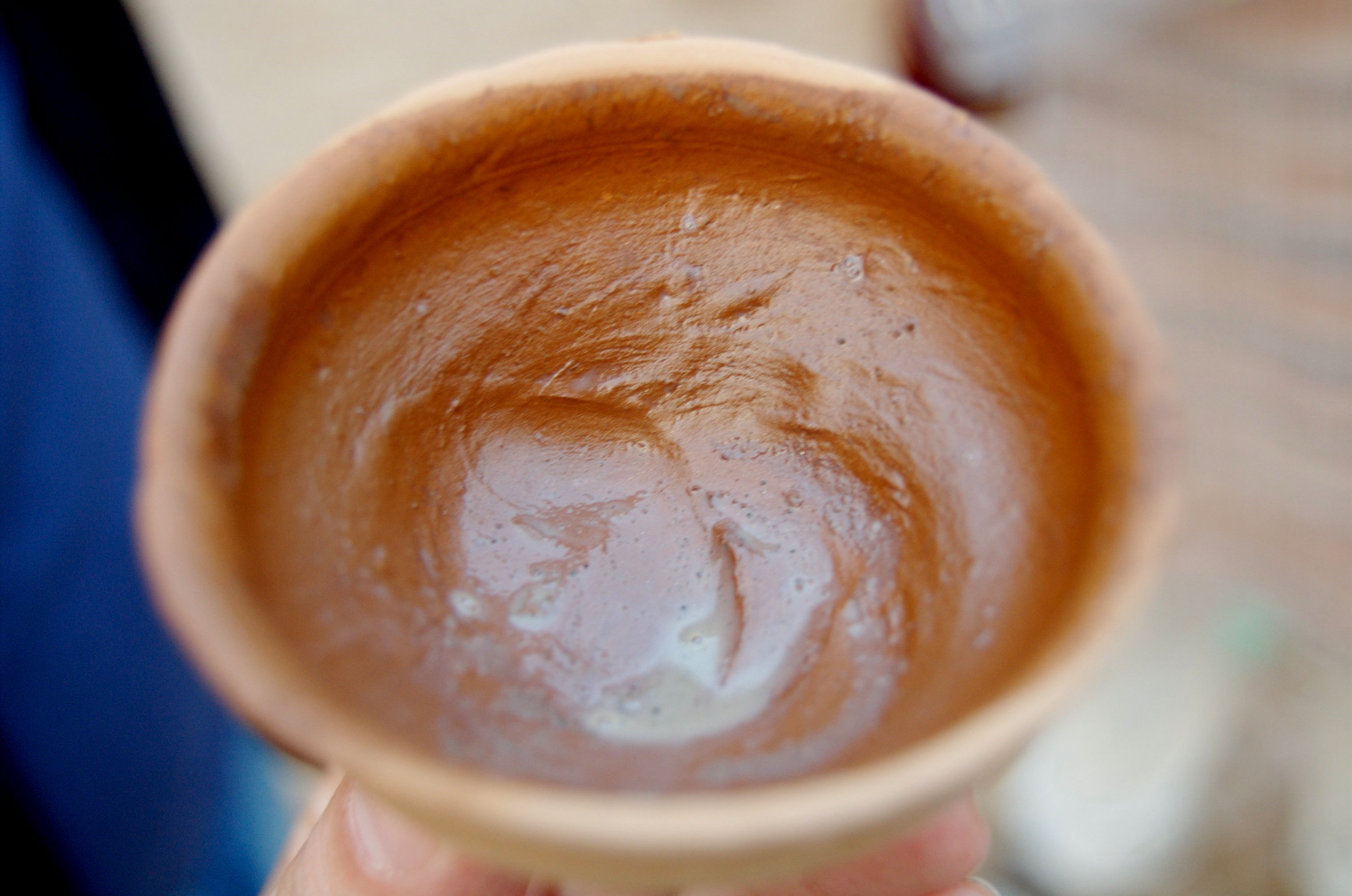
Intérieur
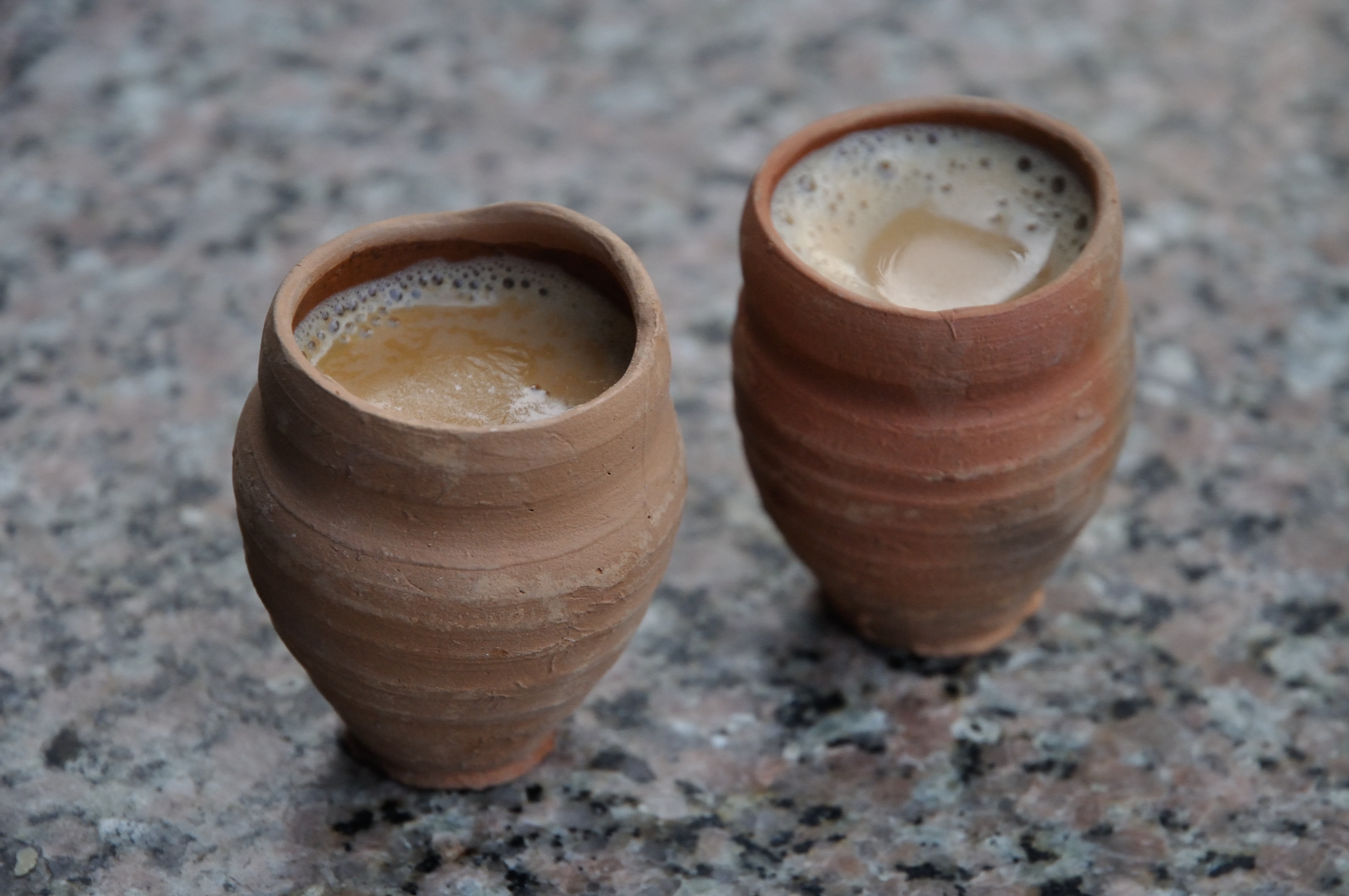
Mathura, Uttar Pradesh
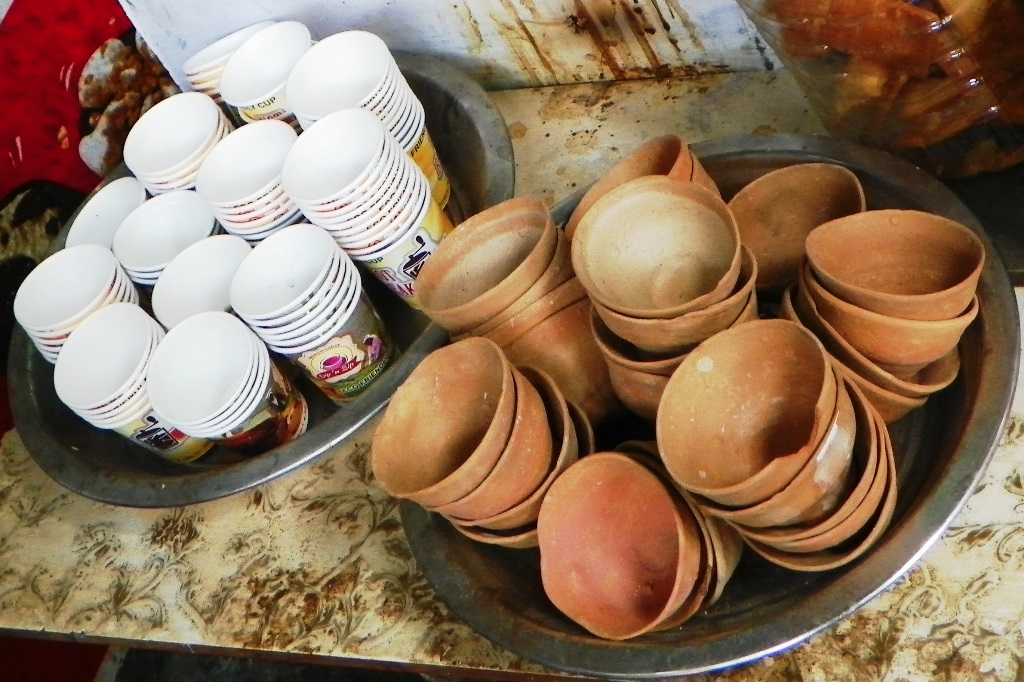
Gobelets et kulhars à Calcutta
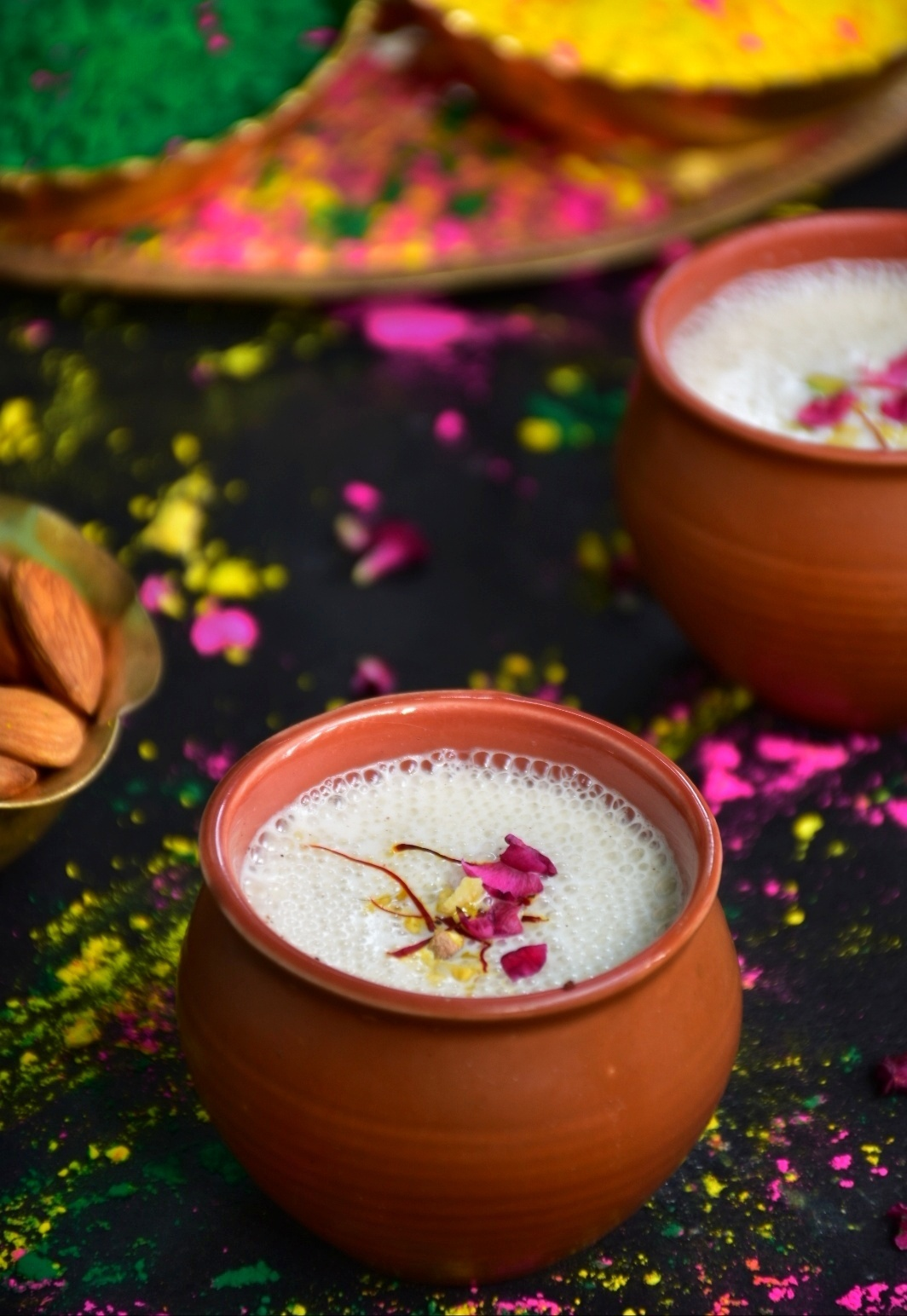
Thandai dans un kulhar